# Bjustjärnen
Bjustjärnen är en sjö i Orsa kommun i Dalarna och ingår i Dalälvens huvudavrinningsområde. Sjön har en area på 0,192 kvadratkilometer och ligger 213 meter över havet.

## Delavrinningsområde
Bjustjärnen ingår i det delavrinningsområde (678637-143424) som SMHI kallar för Mynnar i Unnan. Medelhöjden är 361 meter över havet och ytan är 17,7 kvadratkilometer. Det finns inga avrinningsområden uppströms utan avrinningsområdet är högsta punkten. Bjurvasseln som avvattnar avrinningsområdet har biflödesordning 4, vilket innebär att vattnet flödar genom totalt 4 vattendrag innan det når havet efter 335 kilometer. Avrinningsområdet består mestadels av skog (84 procent). Avrinningsområdet har 0,25 kvadratkilometer vattenytor vilket ger det en sjöprocent på 1,4 procent.